# Jaya Sri Maha Bodhi

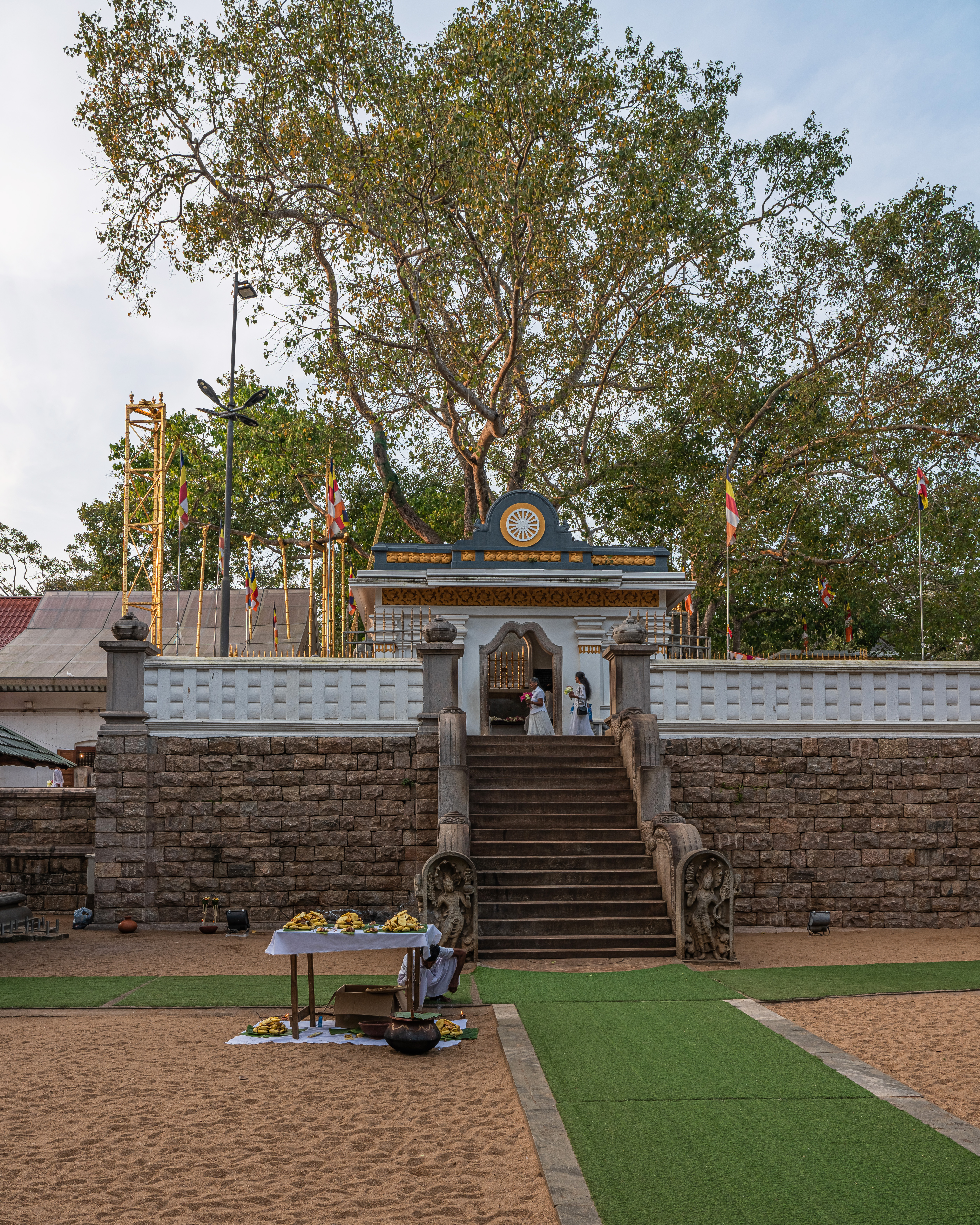
Der heilige Bodhi-Baum und der Altar

Jaya Sri Maha Bodhi (Sinhala: ජය ශ්‍රී මහා බොධිය) ist ein Heiliger Feigenbaum im Mahamevnāwa Park in Anuradhapura, Sri Lanka. Die Überlieferung sagt, es handele sich um einen Zweig-Ableger vom rechten Hauptast (südlichen Ast) des historischen Sri Maha Bodhi in Bodhgaya in Nordindien, unter dem Buddha die Erleuchtung erlangte.
Der Baum wurde 288 v. C. gepflanzt und ist der älteste lebende von Menschen gepflanzte Baum in der Welt mit einem bekannten Pflanzdatum. Er zählt heute zu den wertvollsten und heiligsten Reliquien des Buddhismus in Sri Lanka.
Die Feigenbäume, die rund um den geheiligten Baum gepflanzt sind, dienen zum Schutz vor Stürmen und Tieren. Im April 2014 erließ die Regierung ein Verbot von Bauarbeiten innerhalb von 500 m im Umkreis des Baumes.

## Religiöse Bedeutung
Buddhisten in Sri Lanka pflegen den heiligen Bodhi-Baum aufzusuchen und dort zu beten und Opfer zu bringen. Vor allem im Rahmen der jährlichen Wallfahrt nach Anuradhapura bildet der Sri Maha Bodhi einen Zielpunkt. Der Pfleger des Ortes bietet verschiedene Opfergaben zum Kauf an. Die Buddhisten glauben, dass die Opfergaben wundertätig wirken können. Unter anderem soll ein spezielles Gelübde vor dem Baum wirksam sein für die Geburt gesunder Kinder und für gute Ernten.

## Geschichte

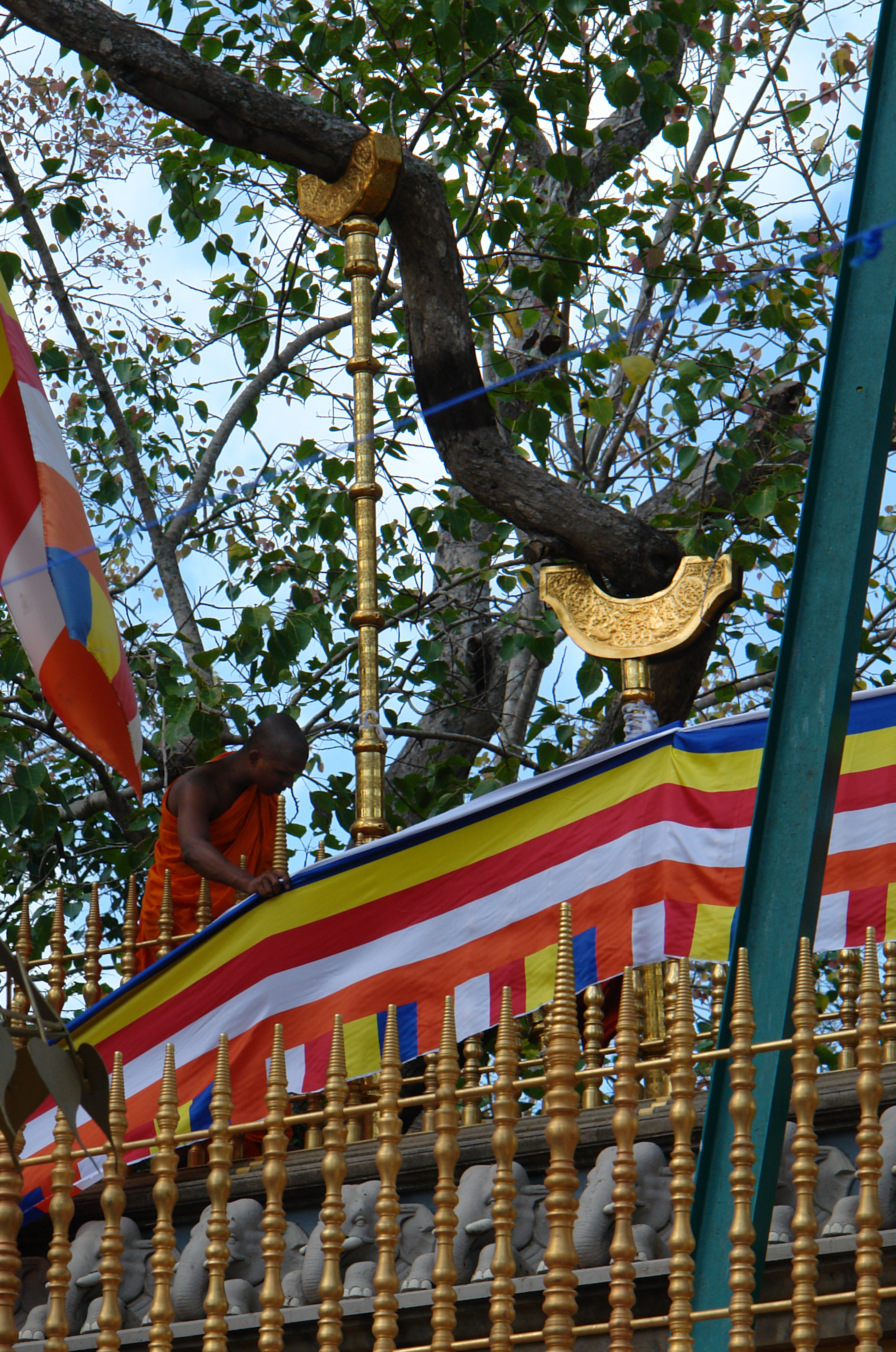
Ein Foto von der tieferliegenden Terrasse Pahatha Maluwa aus

Im 3. Jahrhundert v. C. wurde der Ableger von der Nonne (Thera) Sangamitta (in Pali; in Sanskrit: Sanghamitra), der Tochter von Kaiser Asoka und Gründerin eines Ordens Buddhistischer Nonnen in Sri Lanka aus Indien gebracht. 288 v. C. wurde dieser von König Devanampiya Tissa auf einer hohen Terrasse ca. 6,5 m über dem Boden im Mahamevnāwa Park in Anuradhapura gepflanzt und von einer Abschrankung umgeben.

## Umgestaltungen
Verschiedene Könige haben diesen religiösen Ort weiter gestaltet. König Vasabha (65–107 n.C.) stellte vier Buddha-Statuen an den vier Seiten auf. König Voharika Tissa (214–236 n.C.) fügte metallene Statuen hinzu. König Mahanaga (569–571 n. C.) baute einen Wassergraben um den Baum und König Sena II. (846–866 n. C.) erneuerte diesen.
Die heutige Mauer wurde von Ilupandeniye Athtadassi Thero in der Regierungszeit von König Kirti Sri Rajasinha (reg. 1747–1782) errichtet, um den Baum vor wilden Elefanten zu schützen, die ihn hätten zerstören können. Die Höhe der Mauer beträgt 3 m und ihre Dicke 1,5 m; Sie ist in Nord-Süd-Richtung 118,3 m lang und in Ost-West-Richtung 83,5 m lang.
Der erste goldene Zaun rund um den heiligen Baum wurde von buddhistischen Gläubigen aus Kandy unter der Führung von Yatirawana Narada Thero 1969 errichtet. Der Eisenzaun unterhalb des Goldzauns wurde von Gläubigen aus Gonagala unter der Führung von Yagirala Pannananda Thero gebaut.

### Statuen
Zwei Statuen des Buddha befinden sich heute im Bilderhaus; eine steinerne Stand-Statue ist in der rechten Seite der Steinmauer. Cobra-Steine sind besonders seltene Werke, die Gravuren von Kobras tragen. Mehrere Monolithe mit Gravuren befinden sich ebenfalls in der Umgebung der Stätte.

## Archäologie

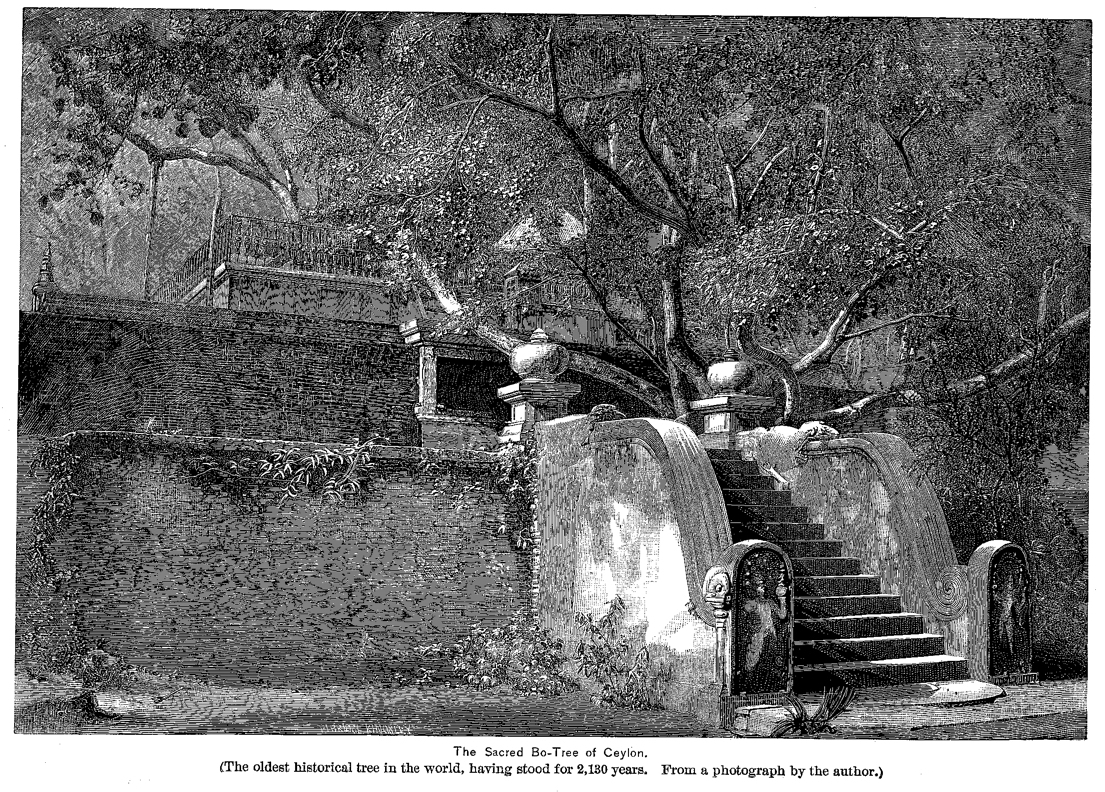
Jaya Sri Maha Bodhi im Jahre 1891

Die Ruinen eines antiken Gebäudes, des Mayura Pirivena (Mayura-Kloster), wurden südwestlich des Jaya Sri Maha Bodhi entdeckt und die Ruinen eines Stupa (Dakkhina-Stupa, südliches Kloster) liegen nebenan.
Laut den antiken Chroniken in Sri Lanka wurden weitere Mauern und Terrassen rund um den Heiligen Baum errichtet. Das Mahavamsa berichtet, dass König Gothabhaya (249–262 n. C.) eine Mauer aus Schutt errichten ließ. Das Dipavamsa berichtet, dass eine mit Steinen belegte Terrasse und ein Rankgerüst von König Kirthi Sri Meghavarna (302–330 n. C.) gebaut wurde.
Während Ausgrabungen zur Verstärkung der heutigen Mauer wurde die Mauer aus Bruchstein von König Gotabhya und die Terrasse mit dem Rankgerüst von König Kirthi Sri Meghavarna entdeckt. Sie wurden konserviert und im Januar 2010 für die Öffentlichkeit zugänglich gemacht.

## Unglücke
Zwei große Äste brachen in Stürmen 1907 und 1911 ab. Eine Person schnitt 1929 einen weiteren Ast ab. Separatisten der Tamil Tigers erschossen und massakrierten 1985 zahlreiche singhalesische Buddhisten auf der oberen Terrasse. Dieser Vorfall ist als Anuradhapura-Massaker bekannt.